# گورنگا دوبرینگا
گورنگا دوبرینگا (به صربی: Gornja Dobrinja) یک روستا در صربستان است که در Požega واقع شده‌است. گورنگا دوبرینگا ۵۰۵ نفر جمعیت دارد.